# Charny-le-Bachot
Pour les articles homonymes, voir Charny.
Charny-le-Bachot est une commune française, située dans le département de l'Aube en région Grand Est.

## Géographie
| Longueville-sur-Aube | Plancy-l'Abbaye     |        |
|                      | Charny-le-Bachot    | Rhèges |
| Méry-sur-Seine       | Droupt-Sainte-Marie |        |

Située sur un méandre de l'Aube, Charny-le-Bachot est un petit village typique de la Champagne crayeuse.
Ce dernier est situé au croisement de Méry-sur-Seine et de Plancy-l'Abbaye.

### Hydrographie
La commune est dans la région hydrographique « la Seine de sa source au confluent de l'Oise (exclu) » au sein du bassin Seine-Normandie. Elle est drainée par un bras de l'Aube, la Barbuise, un bras de l'Aube, un bras de l'Aube, le Fossé 01 du Buisson du Seigneur, la noue du Livon et divers autres petits cours d'eau,.
La Barbuise, d'une longueur de 36 km, prend sa source dans la commune de Luyères et se jette  dans l'Aube sur la commune, après avoir traversé douze communes.

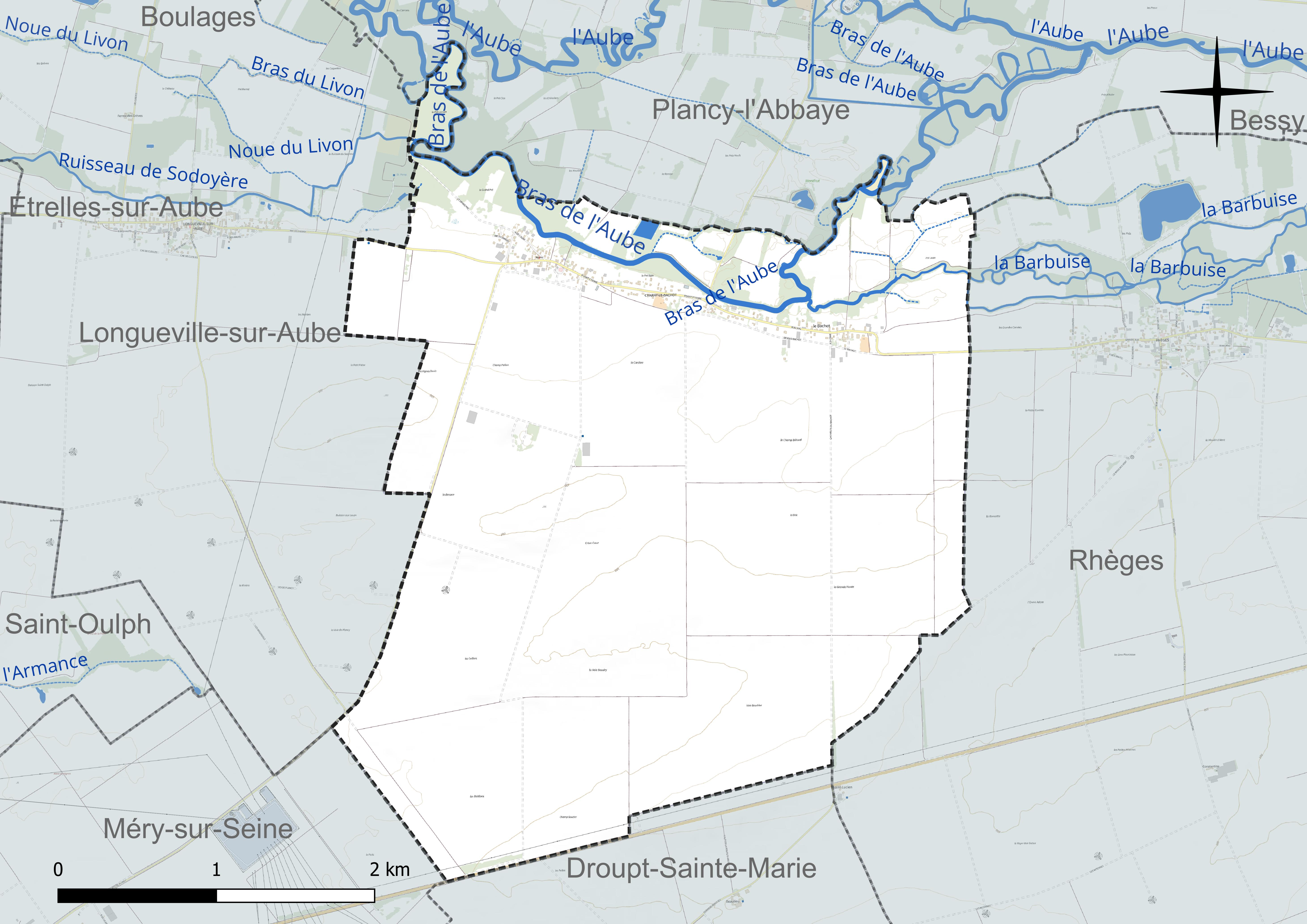
Réseau hydrographique de Charny-le-Bachot.

Un plan d'eau complète le réseau hydrographique : Gué de Charny (1,3 ha),.

### Climat
Pour des articles plus généraux, voir Climat du Grand Est et Climat de l'Aube.
En 2010, le climat de la commune est de type climat océanique dégradé des plaines du Centre et du Nord, selon une étude du Centre national de la recherche scientifique s'appuyant sur une série de données couvrant la période 1971-2000. En 2020, Météo-France publie une typologie des climats de la France métropolitaine dans laquelle la commune est exposée à un climat océanique altéré et est dans la région climatique Nord-est du bassin Parisien, caractérisée par un ensoleillement médiocre, une pluviométrie moyenne régulièrement répartie au cours de l’année et un hiver froid (3 °C).
Pour la période 1971-2000, la température annuelle moyenne est de 10,6 °C, avec une amplitude thermique annuelle de 16 °C. Le cumul annuel moyen de précipitations est de 690 mm, avec 11 jours de précipitations en janvier et 7,5 jours en juillet. Pour la période 1991-2020, la température moyenne annuelle observée sur la station météorologique de Météo-France la plus proche, « Romilly », sur la commune de Romilly-sur-Seine à 16 km à vol d'oiseau, est de 11,2 °C et le cumul annuel moyen de précipitations est de 619,5 mm. 
La température maximale relevée sur cette station est de 42,3 °C, atteinte le 25 juillet 2019 ; la température minimale est de −25,2 °C, atteinte le 6 janvier 1971,,.
Les paramètres climatiques de la commune ont été estimés pour le milieu du siècle (2041-2070) selon différents scénarios d'émission de gaz à effet de serre à partir des nouvelles projections climatiques de référence DRIAS-2020. Ils sont consultables sur un site dédié publié par Météo-France en novembre 2022.

## Urbanisme

### Typologie
Au 1er janvier 2024, Charny-le-Bachot est catégorisée commune rurale à habitat dispersé, selon la nouvelle grille communale de densité à 7 niveaux définie par l'Insee en 2022.
Elle est située hors unité urbaine et hors attraction des villes,.

### Occupation des sols
L'occupation des sols de la commune, telle qu'elle ressort de la base de données européenne d’occupation biophysique des sols Corine Land Cover (CLC), est marquée par l'importance des territoires agricoles (90,8 % en 2018), une proportion identique à celle de 1990 (90,8 %). La répartition détaillée en 2018 est la suivante :
terres arables (87 %), forêts (5,3 %), zones urbanisées (3,9 %), zones agricoles hétérogènes (3,3 %), prairies (0,4 %). L'évolution de l’occupation des sols de la commune et de ses infrastructures peut être observée sur les différentes représentations cartographiques du territoire : la carte de Cassini (XVIIIe siècle), la carte d'état-major (1820-1866) et les cartes ou photos aériennes de l'IGN pour la période actuelle (1950 à aujourd'hui).

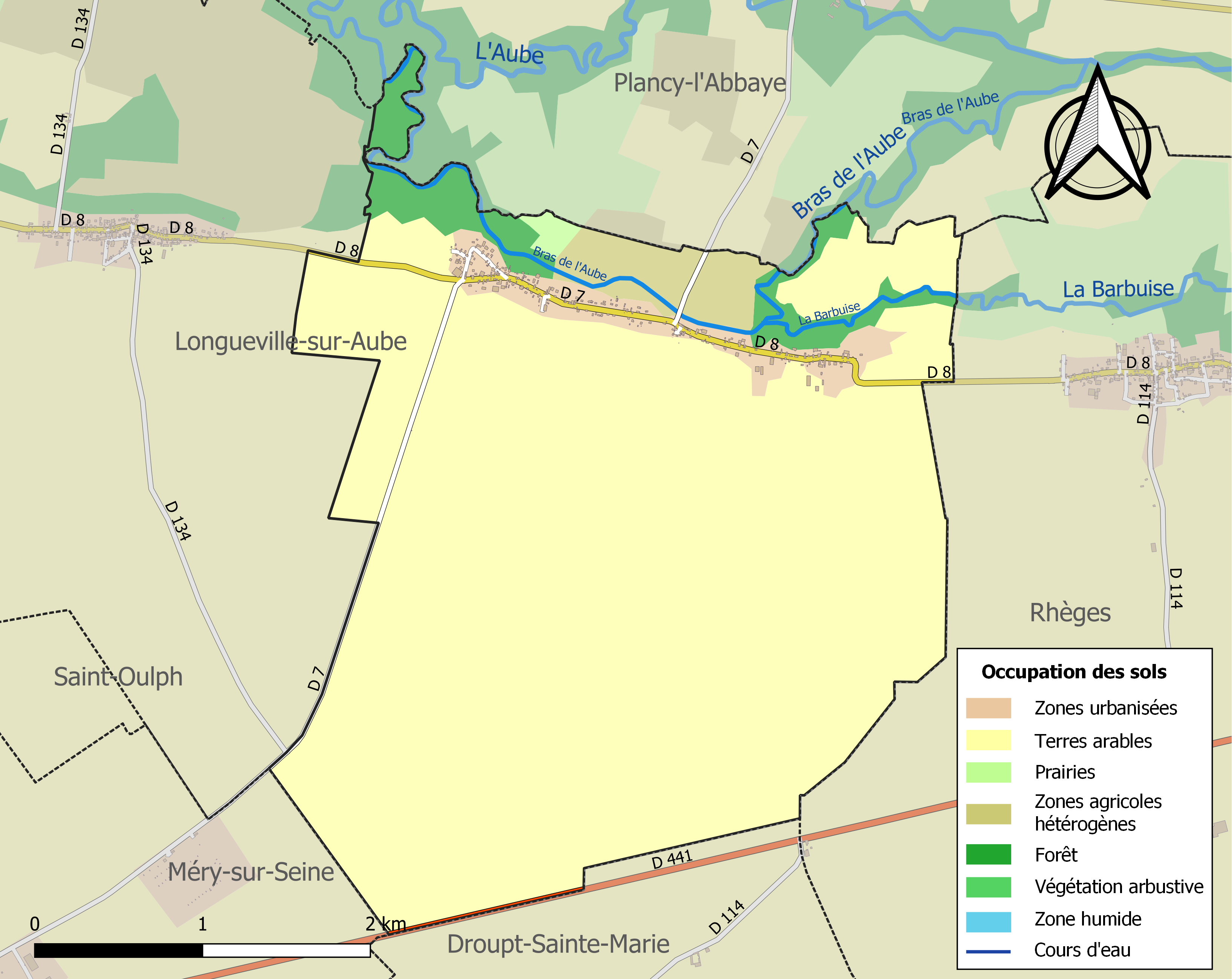
Carte des infrastructures et de l'occupation des sols de la commune en 2018 (CLC).

## Toponymie
il avait comme écarts : le Bachot, la Maison-Rouge, Marne et la Noue qui étaient des anciens fiefs, au cadastre de 1810.

## Histoire
Le territoire du village est traversé par l'ancienne route romaine chemin de Troyes allant à Plancy et celui des Hauts-de-Charny qui va de Règhes à Etrelles.
La commune de Charny-le-Bachot est un ancien village qui abrite plusieurs familles dont la famille Danton depuis plusieurs siècles.
Parmi les nombreux descendants de cette famille qui a essaimé à travers tout le département et même toute la France, l'on compte le célèbre conventionnel, Georges Jacques Danton, né non loin, à Arcis-sur-Aube. En 1789, le village était de l'intendance et de la généralité de Châlons-sur-Marne, de l'élection de Troyes et du bailliage de Sézanne.
Le 13 juin 1940 durant l'exode, les stukas de l'aviation allemande bombardent une grange sise au pied du pont du Bachot dans laquelle s'étaient réfugiés de nombreux émigrés. On déplore plus de 40 victimes civiles et 6 militaires tués. Le lendemain, 14 juin 1940, l'aviation allemande bombarde de nouveau le village faisant de nouveau des victimes civiles et détruisant plusieurs corps de ferme.
Les habitants de Charny-le-Bachot portent le nom de Charnéens et Charnéennes.

## Politique et administration
| Période                                  | Période            | Identité             | Étiquette | Qualité                                            |
| ---------------------------------------- | ------------------ | -------------------- | --------- | -------------------------------------------------- |
| ?                                        | 15 pluviôse an XII | M. Lemoine           |           |                                                    |
| 15 Pluviôse An XII                       | 19 février 1829    | Félix Danton         |           |                                                    |
|                                          | 3 septembre 1837   | Luc Danton           |           |                                                    |
| 1837                                     | 14 avril 1848      | Eloi Lorrain         |           |                                                    |
| 1848                                     |                    | Pierre Antoine Mérat |           |                                                    |
| avant 1988                               | ?                  | Daniel Mérat         |           |                                                    |
| mars 2001                                | mars 2008          | Maurice Aveline      |           |                                                    |
| mars 2008                                | En cours           | Claude Chapelle      |           | Agriculteur président de la communauté de communes |
| Les données manquantes sont à compléter. |                    |                      |           |                                                    |

## Démographie
L'évolution du nombre d'habitants est connue à travers les recensements de la population effectués dans la commune depuis 1793. Pour les communes de moins de 10 000 habitants, une enquête de recensement portant sur toute la population est réalisée tous les cinq ans, les populations de référence des années intermédiaires étant quant à elles estimées par interpolation ou extrapolation. Pour la commune, le premier recensement exhaustif entrant dans le cadre du nouveau dispositif a été réalisé en 2006.

En 2022, la commune comptait 242 habitants, en évolution de −5,1 % par rapport à 2016 (Aube : +0,7 %, France hors Mayotte : +2,11 %).
| 1793 | 1800 | 1806 | 1821 | 1831 | 1836 | 1841 | 1846 | 1851 |
| ---- | ---- | ---- | ---- | ---- | ---- | ---- | ---- | ---- |
| 259  | 277  | 303  | 308  | 305  | 311  | 316  | 309  | 303  |

| 1856 | 1861 | 1866 | 1872 | 1876 | 1881 | 1886 | 1891 | 1896 |
| ---- | ---- | ---- | ---- | ---- | ---- | ---- | ---- | ---- |
| 305  | 281  | 260  | 258  | 267  | 257  | 230  | 235  | 205  |

| 1901 | 1906 | 1911 | 1921 | 1926 | 1931 | 1936 | 1946 | 1954 |
| ---- | ---- | ---- | ---- | ---- | ---- | ---- | ---- | ---- |
| 205  | 197  | 183  | 166  | 157  | 166  | 176  | 172  | 168  |

| 1962 | 1968 | 1975 | 1982 | 1990 | 1999 | 2006 | 2011 | 2016 |
| ---- | ---- | ---- | ---- | ---- | ---- | ---- | ---- | ---- |
| 178  | 177  | 153  | 169  | 161  | 173  | 172  | 225  | 255  |

| 2021 | 2022 | - | - | - | - | - | - | - |
| ---- | ---- | - | - | - | - | - | - | - |
| 249  | 242  | - | - | - | - | - | - | - |

## Culture locale et patrimoine

### Lieux et monuments
L'église paroissiale est placée sous le vocable de saint Étienne. Elle date du XVIe siècle. La nef s'est effondrée en 1674 par la chute du clocher. La nef et le clocher ont été ré-édifiés au XVIIe siècle. Église à plan en croix latine ; nef à vaisseau unique ; transept double ; abside pentagonale ; clocher à la croisée du transept.

### Personnalités liées à la commune
D'après Courtalon, ce serait du village de Charny-le-Bachot qu'était originaire Pierre de Charny qui fut camérier du pape Urbain IV et archevêque de Sens (1267-1274).